# Okręg wyborczy Stretford
Okręg wyborczy Stretford powstał w 1885 r. i wysyłał do brytyjskiej Izby Gmin jednego deputowanego. Okręg obejmował miasto Streford w hrabstwie Lancashire. Został zlikwidowany w 1997 r.

## Deputowani do brytyjskiej Izby Gmin z okręgu Stretford
- 1885–1886: William Agnew, Partia Liberalna
- 1886–1901: John William Maclure, Partia Konserwatywna
- 1901–1906: Charles Cripps, Partia Konserwatywna
- 1906–1918: Harry Nuttall, Partia Liberalna
- 1918–1931: Thomas Robinson, Partia Liberalna
- 1931–1935: Gustav Renwick, Partia Konserwatywna
- 1935–1939: Anthony Crossley, Partia Konserwatywna
- 1939–1945: Ralph Etherton, Partia Konserwatywna
- 1945–1950: Herschel Lewis Austin, Partia Pracy
- 1950–1966: Samuel Storey, Partia Konserwatywna
- 1966–1970: Ernest Davies, Partia Konserwatywna
- 1970–1983: Winston Churchill, Partia Konserwatywna
- 1983–1997: Tony Lloyd, Partia Pracy